# バートン・フィンク
『バートン・フィンク』（原題: Barton Fink）は、1991年のアメリカ映画。コーエン兄弟製作。出演はジョン・タトゥーロ、ジョン・グッドマン。
1991年のカンヌ国際映画祭でパルム・ドール、監督賞、男優賞と史上初の3冠を受賞した。
この映画には様々な文学的暗示や宗教的含意、実在の人物や出来事への言及があるが、コーエン兄弟はいくつかの意図的な象徴的要素を認めながらも、映画の中で何か単一のメッセージを伝えようとする試みはなかったと否定している。

## ストーリー
1941年、ブロードウェイで高い評価を受けた新進気鋭の劇作家バートン・フィンクは、ハリウッドの大手映画プロダクション“キャピタル・ピクチャーズ”から専属契約のオファーを受ける。
バートンはハリウッドを訪れ、“Hotel Earle”に宿泊する。バートンの部屋は異様に蒸し暑く、壁紙は剥がれかけ、砂漠気候で乾燥した地域にも関わらず、部屋にはなぜか蚊が飛び回る劣悪な環境だった。
翌日バートンがプロダクションを訪ねると、社長のリプニックから早口で捲し立てられ、サタデー・イブニング・ポストから買い付けたウォーレス・ビアリー主演のレスリング映画のシナリオを依頼される。映画に詳しくないバートンは、特に得意ジャンルもないため、言われるがままその依頼を引き受け、社長から週末までに進捗を聞かせてほしいと告げられる。
その夜からバートンは、ホテルで脚本の執筆に取掛かるが、部屋の壁が異様に薄いため、隣の部屋から女性の喘ぎ声や男の不気味な笑い声が聞こえてきて集中できない。フロントにクレームをつけるが、フロントはそのまま隣室の男に伝えたため、男は怒ってバートンの部屋に乗り込んでくる。男はチャーリー・メドウズと名乗る、保険のセールスマンであった。会話を交わすうち、なぜかバートンはチャーリーと意気投合する。
翌日、リプニックに紹介されたがさつなプロデューサーに会いに行き、カフェで朝食を摂りながらアドバイスを乞うが、プロレス映画ごときに何の助言がいるのかと突っぱねられる。その後カフェのトイレで、昼間から酔って激しく嘔吐する老人を見かける。それは偶然にも、著名な小説家でハリウッドの脚本家でもあるW・P・メイヒューであった。
バートンは脚本のアドバイスを乞うため、後日メイヒューと会食する。しかしアル中のメイヒューは、バートンに酒の飲み過ぎを指摘されて口論となり、秘書のオードリーに暴言を吐いて去っていく。
その後も、チャーリーに励まされながらもバートンの脚本は一向に進まない。とうとう週末になり、追い詰められたバートンはオードリーに助けを求める。しばらくして部屋を訪れたオードリーに、バートンはなぜか誘惑され、そのままベッドを共にする。
翌朝目を覚ますと、隣で寝ていたオードリーの体から大量の血が流れ、バートンは絶叫する。取り乱したバートンはチャーリーに助けを求め、チャーリーは驚きつつも、死体をどこかに片付ける。茫然自失のバートンは、結局何のアイデアも持たぬままリプニックの邸宅を訪ねるが、完成前のシナリオの中身を途中で打ち明けるのは不都合云々と伝え、その場は何とかやり過ごす。
ホテルに戻ると、チャーリーは旅支度を整え、ニューヨークに発とうとしていた。死体の事は忘れて脚本に集中するよう励まされ、帰ってくるまで預かっていてほしいと、小包みを渡される。チャーリーが部屋を出たのち、引き出しに入っていたギデオンの聖書を手にしたバートンは、突然ひらめき、ストーリーを書き始める。
次の日、ホテルに二人の刑事が現れ、バートンは取調べを受ける。隣室のチャーリーが実は、カール・ムントという指名手配中の連続殺人犯であることを聞かされる。ムントは被害者をショットガンで射ち殺して首を切断する癖があり、カンザスで数人の主婦を惨殺、数日前には近くの耳鼻科医、昨日は白人女性が、同じ手口(M.O.)で殺害され、ホテルの近くで遺体が見つかったという。
刑事が去ったあと、バートンは一気にストーリーを書き上げ、脚本“The Burlyman（大男）”を完成させる。脚本の完成に歓喜した彼は、米軍慰問イベントの会場に紛れ、踊り明かし、米兵と揉めて殴られる。
ホテルに戻ると、部屋には先の二人の刑事が待ち構えていた。刑事から手渡されたその日の朝刊には、今度はメイヒューの惨殺死体が見つかったという一面記事が載っていた。刑事に血まみれのベッドを見られたバートンは、手錠を掛けられ、チャーリーの行方を問い詰められる。するとそこへチャーリーが現れ、二人の刑事をショットガンで射殺する。チャーリーは手錠の掛けられたベッドのフレームを怪力で破壊し、バートンを逃がすと、炎に覆われた自分の部屋に戻っていく。バートンは小包みと脚本だけ手にし、ホテルを脱出する。
バートンはニューヨークの伯父の家に電話を掛けるが、すでにチャーリーに殺害されていた。
翌日バートンがプロダクションを訪れると、太平洋戦争の開戦により、リプニックは陸軍予備役大佐に任命され、軍服を纏っていた。彼はバートンの脚本を採用却下する。プロレス映画なのにアクションもドラマもレスリングすらも無く、己の魂との闘争を描いた自己満足の気取ったシナリオを酷評する。プロデューサーのガイスラーは解雇し、バートンには契約中は町から出ないよう命令し、何を書いても一切採用しないと激怒する。
途方に暮れたバートンは、小包みを持って砂浜にやってくる。座って海を眺めていると、水着を着た女が現れ、浜辺に座り込む。それは、ホテルの絵と全く同じ光景だった。

## キャスト
※()内は吹替キャスト。左側がVHS版(日本コロムビア)、右側がDVD版(ユニバーサル・ピクチャーズ)。
バートン・フィンク
演 - ジョン・タトゥーロ(三ツ矢雄二・桐本琢也)
ニューヨークの劇作家。ユダヤ系の共産主義者。
チャーリー・メドウズ
演 - ジョン・グッドマン(玄田哲章・辻親八)
バートンの隣室の宿泊客。保険のセールスマン。カンザスシティ (ミズーリ州)で働いていたことがある。実は指名手配中の連続殺人犯カール・ムントであり、保険契約を断った主婦や、高額の治療費を請求してきた耳鼻科医など、バートン以外を皆殺しにしていたことが判明する。
ジャック・リプニック
演 - マイケル・ラーナー (飯塚昭三・稲葉実)
キャピタル・ピクチャーズの社長。ミンスク出身。ルイス・B・メイヤーがモデル。
ルー・ブリーズ
演 - ジョン・ポリト(峰恵研)
キャピタル映画社の重役。かつてはキャピタルの株を取得しており、経営権を握っていた。
ベン・ガイズラー
演 - トニー・シャルーブ (谷口節・千田光男)
キャピタル映画社のプロデューサー。早口で口が悪い。
W・P(ウィリアム・プレストン）・メイヒュー
演 - ジョン・マホーニー(藤本譲・小島敏彦)
バートンの尊敬するハリウッドの小説・脚本家。重度のアルコール依存症で、実際にはほとんど脚本を書いていない。妻のエステルは精神病で、ファイエットビルに住んでいる。
オードリー・テイラー
演 - ジュディ・デイヴィス(小宮和枝・佐藤しのぶ)
メイヒューの秘書で、愛人。メイヒューのゴーストライターをしていたことがのちに判明する。
（メイヒューの叫び声）
演 - ウィリアム・プレストン・ロバートソン（声優）
エンドロールで「the Golden Throat of...」とクレジットされている。
ガーランド・スタンフォード
演 - デイヴィッド・ワリロフ
演 - ニューヨークの、バートンのエージェント。
デレク
演 - I・M・ホブソン
ブロードウェイのプロデューサー
リチャード・セント・クレア
演 - ランス・デイビ
デレクと会食していた男性。
ポッピー・カーナハン
演 - ミーガン・フェイ
デレクと会食していた女性。
チェット
演 - スティーヴ・ブシェミ（荒川太郎・青山穣）
ホテルのフロントクラーク。
ピート
演 - ハリー・ブーギン
ホテルのエレベーターボーイ。
マストリオノッティ刑事
演 - リチャード・ポートナウ
ロス警察の刑事。イタリア系。
ドイチュ刑事
演 - クリストファー・マーニー
ロス警察の刑事。ドイツ系。

## 公開
映画は1991年8月21日に北米で公開され、約600万ドルの興行収入を挙げた。しかしながら、興行的には『ミラーズ・クロッシング』に引き続き赤字となった。

## 評価
アカデミー賞では助演男優賞、美術賞、衣装デザイン賞の3部門で候補になったが、受賞には至らなかった。カンヌでは上述のように主要3部門を制覇したが、これは映画祭の歴史上初めてのことである。カンヌ国際映画祭は伝統的に一つの映画に複数の賞を与えないようにしていたが、これ以降その規定がはっきりと明文化されることになった。本作は公開後批評家たちから絶賛された。観る者によって様々な深読みが可能な作品であり、多くの批評家たちが彼ら独自の観点からこの映画を語っている。著名な映画評論家であるロジャー・イーバートは、映画の美術デザインや主演のジョン・タトゥーロの演技を賞賛したもの、カンヌ国際映画祭で賞を総なめにしたことについては懐疑的な評価を下した。同時に彼は若干躊躇しながらも、1930年代から40年代にかけてのファシズムの台頭が、映画の重要な主題の一つとなっている可能性を示唆した。ワシントン・ポストの批評家リタ・ケンプリーは、本作品をその年で最高の映画の一つで、最も魅力的な作品であると絶賛した。彼女は映画のテーマについて、コーエン兄弟が感じているハリウッドからの疎外感を扱った自画像的な作品であると指摘した。同じくワシントン・ポストの批評家であるデソン・ハウは、不吉な予兆と寓意に満ちたこの映画が、ヨーロッパから見た醜悪な新世界そのものであるように思えると述べた。

## 作品解説
- コーエン兄弟が製作した四作目の映画で、2012年現在ではコーエン兄弟のキャリアを代表する作品だと認識されている。作家が陥るスランプを扱った本作品であるが、その構想は前作の『ミラーズ・クロッシング』製作中にコーエン兄弟が脚本執筆に苦心した体験に基づいているとされる[3]。
- 映画の舞台は1941年12月に設定されている。ベン・ガイスラーの指示でバートンが観ていた公開前のフィルム"Devil on the Canvas"で、カチンコに書かれていた撮影日1941年12月9日は、アメリカが日本に宣戦布告した翌日である。また10日にチャーリーがニューヨークに旅立ち、翌日11日には、イタリアとドイツに宣戦布告された。
- 映画のクレジットには「ロデリック・ジェインズ」なる人物が編集としてクレジットされているが、これはコーエン兄弟の変名であり、実際にはそのような人物は存在しない[5]。
- 前三作で撮影監督を担当したバリー・ソネンフェルドが多忙であったため、コーエン兄弟は代わりにロジャー・ディーキンスを起用した。この作品から『ノーカントリー』まで、ディーキンスはコーエン兄弟の映画全てにおいて撮影監督を担当している。
- 制作背景に関わるインタビューにおいて、映画制作時にオットー・フリードリックの著書"City of Nets(1986)"を読んでおり、トーマス・マンやウィリアム・フォークナーについて言及している。また空虚なホテルの舞台設定については、ジム・トンプスン (小説家)の"A Hell of a Woman"（1954年)などの影響も受けていると語っている[6]。
- 一部の批評家は、映画の後半はバートンの妄想・夢だと推測しているが、監督はインタビューで否定している。「映画の後半はすべて夢に過ぎないと考える人がいますが、決してそういう意図はありません。私たちが不条理なストーリー展開を目指していたのは事実です。映画の雰囲気に主人公の心理状態を反映させたかったのです。(Some people have suggested that the whole second part of the film is nothing but a nightmare. But it was never our intention to, in any literal sense, depict some bad dream, and yet it is true that we were aiming for a logic of the irrational. We wanted the film s atmosphere to reflect the psychological state of the protagonist.)」[7]
- 劇中では、最後までオードリーを殺害した犯人が示されていないが、コーエン監督はインタビューで以下のように述べている。「誰がオードリーを殺したのかは誰にも分かりません。バートンは何度も無実を訴えていますが、私たちは彼が犯人である可能性を削りたくなかったのです。観客にできるだけ長く偽の手掛かり示すのは、典型的な犯罪映画の慣習の1つです。つまり、映画の最後までそれを曖昧なままにしておきたかった。しかしこれが意味するのは、犯人は彼の隣人であるチャーリーだということです。（No one knows what has killed Audrey Taylor. We did not want to exclude the possibility that it was Barton himself, even though he proclaims his innocence several times. It is one of the conventions of the classic crime film to lay out false trails as long as possible for the viewer. That said, our intention was to keep the ambiguity right to the end of the film. What is suggested, however, is that the crime was committed by Charlie, his next-door neighbor.）」[7]